# Arichanna interruptaria
Arichanna interruptaria är en fjärilsart som beskrevs av John Henry Leech 1897. Arichanna interruptaria ingår i släktet Arichanna och familjen mätare. Inga underarter finns listade i Catalogue of Life.